# Штайн, Фраймут
Фраймут Штайн (нем. Freimut Stein; 16 июня 1924 года, Нюрнберг — 15 сентября 1986 года, Мюнхен) — фигурист из Германии, бронзовый призёр чемпионата Европы 1953 года, трёхкратный чемпион Германии (1952—1954 годов) в мужском одиночном катании.

## Биография
Штайн с 1950 по 1954 годы был чемпионом Германии в беге на роликовых коньках. В 1951 и 1952 годах становился чемпионом мира в беге на роликовых коньках. После окончания спортивной карьеры был судьёй по фигурному катанию. В 1964 году выпустил книгу «Eiskunstlaufen: eine Einführung» (Фигурное катание: Введение).

## Спортивные достижения

### Мужчины
| Соревнования/Сезоны | 1948 | 1949 | 1950 | 1951 | 1952 | 1953 | 1954 |
| ------------------- | ---- | ---- | ---- | ---- | ---- | ---- | ---- |
| Зимние Олимпиады    |      |      |      |      | 8    |      |      |
| Чемпионаты мира     |      |      |      | 10   |      | 10   |      |
| Чемпионаты Европы   |      |      |      | 5    | 6    | 3    |      |
| Чемпионаты Германии | 3    | 3    |      | 2    | 1    | 1    | 1    |